# أزنا (لرستان)
أزنا (بالفارسية: ازنا) هي مدينة تقع شرق محافظة لرستان في إيران. يقدر عدد السكان في
أزنا، بـ 41,706 نسمة .